# Giovanni Rinuccini
Giovanni Rinuccini (Florencia, 22 de julio de 1743 - Roma, 28 de diciembre de 1801) fue un eclesiástico italiano.
Nacido en el seno de una familia de rancio abolengo de la nobleza florentina, en el Gran Ducado de Toscana, fue protonotario apostólico en 1763, secretario de Propaganda Fide en 1770, referendario del Tribunal de la Signatura Apostólica y vicelegado en Bolonia en 1763, clérigo de la Cámara Apostólica en 1780, gobernador de Roma y vicecamarlengo en 1789.
Pío VI le creó cardenal diácono en el consistorio del 21 de febrero de 1794, con título de San Giorgio in Velabro, en cuya dignidad participó en el cónclave de 1799-1800 en que fue elegido papa Pío VII.
Fallecido de apoplejía en 1801 a los 58 años de edad, fue sepultado en el panteón familiar en la iglesia de San Juan de los Florentinos de Roma.